# محوطه بالانچ ۱
محوطه باستانی بالانچ ۱ مربوط به هزاره ۳ق‌ م است و در شهرستان ایرانشهر، بخش بمپور، دهستان بمپور غربی، روستای سردگال واقع شده و این اثر در تاریخ ۲۷ اسفند ۱۳۸۶ با شمارهٔ ثبت ۲۲۷۱۰ به‌عنوان یکی از آثار ملی ایران به ثبت رسیده است.